# The Chief's Daughter
The Chief's Daughter é um filme mudo norte-americano de 1911 em curta-metragem, do gênero romance, dirigido por D. W. Griffith. O filme foi produzido pela Biograph Company e distribuído por General Film Company.